# Repaix
Repaix is een gemeente in het Franse departement Meurthe-et-Moselle in de regio Grand Est en maakt deel uit van het arrondissement Lunéville. De gemeente telde 109 inwoners op 1 januari 2022.

## Geschiedenis
Repaix maakte deel uit van het kanton Blâmont tot het op 22 maart 2015 werd opgeheven en de gemeenten werden opgenomen in het kanton Baccarat.

## Geografie
De oppervlakte van Repaix bedraagt 4,86 vierkante kilometer; Op 1 januari 2022 was de bevolkingsdichtheid 22,4 inwoners per km².
De onderstaande kaart toont de ligging van Repaix met de belangrijkste infrastructuur en aangrenzende gemeenten.

## Demografie
Onderstaande figuur toont het verloop van het inwonertal.
Amenoncourt · Ancerviller · Angomont · Arracourt · Athienville · Autrepierre · Avricourt · Azerailles · Baccarat · Badonviller · Barbas · Bathelémont · Bénaménil · Bertrambois · Bertrichamps · Bezange-la-Grande · Bionville · Blâmont · Blémerey · Bréménil · Brouville · Bures · Buriville · Chazelles-sur-Albe · Chenevières · Cirey-sur-Vezouze · Coincourt · Deneuvre · Domèvre-sur-Vezouze · Domjevin · Emberménil · Fenneviller · Flin · Fontenoy-la-Joûte · Fréménil · Frémonville · Gélacourt · Glonville · Gogney · Gondrexon · Hablainville · Halloville · Harbouey · Herbéviller · Igney · Juvrecourt · Lachapelle · Laneuveville-aux-Bois · Laronxe · Leintrey · Manonviller · Marainviller · Merviller · Mignéville · Montigny · Montreux · Mouacourt · Neufmaisons · Neuviller-lès-Badonviller · Nonhigny · Ogéviller · Parroy · Parux · Petitmont · Pettonville · Pexonne · Pierre-Percée · Raon-lès-Leau · Réchicourt-la-Petite · Réclonville · Reherrey · Reillon · Remoncourt · Repaix · Saint-Clément · Saint-Martin · Saint-Maurice-aux-Forges · Sainte-Pôle · Saint-Sauveur · Tanconville · Thiaville-sur-Meurthe · Thiébauménil · Vacqueville · Val-et-Châtillon · Vaucourt · Vaxainville · Vého · Veney · Verdenal · Xousse · Xures